# Plan de relance économique de la France de 2020-2022
Le plan de relance économique de la France de 2020-2022 (ou France Relance) est un programme mis en place par le gouvernement français dans le but de relancer l'économie française à la suite de la crise économique liée à la pandémie de Covid-19.

## Genèse

### Premières mesures au premier semestre 2020
L’État français met en place diverses politiques publiques visant à réduire l'impact récessif de la pandémie de Covid-19 en France dès février. Des prêts garantis par l'État, ainsi qu'un dispositif renforcé de chômage partiel et de report de cotisations sociales, sont mis en place par l'exécutif.

### Mise en place du plan«France Relance»au deuxième semestre 2020
Un plan de relance, intitulé « France Relance », est annoncé par Emmanuel Macron lors de son allocution du 14 juillet 2020. Il est également annoncé que le plan sera adossé au budget de l’État pour 2021 et 2022. Finalisé en août, il est présenté officiellement le 3 septembre 2020 par le ministre de l'Économie et des Finances, Bruno Le Maire. Le Premier ministre Jean Castex annonce qu'il s'agit du plus important plan de relance en pourcentage du PIB en Europe.
Selon l'économiste en chef de la direction générale du Trésor Agnès Bénassy-Quéré, le plan de relance s'attaque à la racine de la crise économique en soutenant le financement des entreprises pour que celles-ci conservent leurs effectifs, embauchent, investissent et se modernisent.

## Contenu

### Ampleur
Le plan de relance français pesant 100 milliards d'euros, il n'est pas le plan de relance le plus important d'Europe en pourcentage du PIB, pesant pour 4,1 %, contre 3,7 % en Allemagne , 3,9 % au Royaume-Uni et 12,4% en Italie. Il pèse environ un tiers du budget annuel de l’État français l'année précédente. En valeur absolue, il pèse pour 130 milliards d'euros. Il est quatre fois plus lourd que le plan de relance de 2008. 
Sur les 100 milliards annoncés, 40 % proviennent du plan de relance européen de 2020, qui sera remboursable jusqu’en 2058.
Le plan se veut structurel, afin de « préparer la France de 2030 », et non pas uniquement conjoncturel.

### Trois piliers

#### Pilier«écologie et transition énergétique»(30 milliards)
Le pilier « écologie et transition énergétique » est divisé en plusieurs postes de dépenses. Le tiers de l'enveloppe est destiné aux transports à faible émission carbone, dont 50 % pour le ferroviaire et les mobilités du quotidien (vélo, transport en commun…). Un poste de 9 milliards d'euros est alloué à la décarbonisation de l’industrie et de l’énergie et la recherche et développement sur des projets verts, dont 2 milliards pour le développement de l'énergie hydrogène.
7 milliards seront disponibles pour la rénovation énergétique des bâtiments, dont 4 milliards pour les bâtiments publics (collèges, lycée, commissariats, administrations…). 2 milliards d’euros, enfin, sont destinés à une alimentation plus locale et la certification Haute Valeur Environnementale (HVE) des agriculteurs.

#### Pilier«compétitivité des entreprises»(34 milliards)
Le pilier centré sur la « compétitivité des entreprises » est constitué à un tiers de réductions d'impôts de production des entreprises (10 milliards), qui est annoncée par le gouvernement comme « pérenne ». Les estimations du Ministère de l'Économie et des Finances indiquent que 42 % de ces baisses d'impôts iront aux entreprises de taille intermédiaire, 32 % aux PME, et 26 % aux grandes entreprises. 
L'autre principal poste de dépense, à hauteur de 11 milliards d'euros, est attribué au Programme d’investissements d’avenir, dont la mission consiste à financer l’innovation.
On trouve ensuite 3 milliards d’euros afin de renforcer la trésorerie des entreprises qui ont dû s'endetter pendant la durée du confinement, et ainsi, les rendre plus robustes financièrement. Le projet de revalorisation des tissus industriels dans les territoires est doté de 400 M€.
Une enveloppe de 600 M€ est allouée afin de permettre une relocalisation d'industries jugées stratégiques : l'agroalimentaire, la santé et la technologie.

#### Pilier«cohésion des territoires»(36 milliards)
Le troisième pilier acte un soutien d'investissement aux collectivités territoriales, ainsi que la poursuite du Plan France Très Haut Débit. 1,7 milliard d'euros est alloué à la transformation numérique de l’État. La transformation numérique des TPE, PME et ETI bénéficie d'une enveloppe de 385M€, plus 200M€ pour la numérisation des filières aéronautiques et automobiles.
Font partie de ce pilier les 6,5 milliards du plan jeunes pour l'emploi, ainsi que 6,6 milliards pour l'indemnisation du chômage partiel. En font aussi partie les 5,2 milliards d'aides aux collectivités locales, et 6 milliards d'investissement pour les hôpitaux.
Le secteur de la culture bénéficie d'une enveloppe de 2 milliards d'euros, alloués principalement à l’aide au spectacle vivant et aux établissements publics de création, à la restauration du patrimoine, au « soutien aux artistes et aux jeunes créateurs à travers des aides spécifiques à l’emploi, un programme exceptionnel de commande publique et un renforcement de l’enseignement supérieur culturel », ainsi que la « consolidation des filières culturelles stratégiques (presse, cinéma et audiovisuel, livre, audiovisuel public…) ».

## Réception

### Critiques positives

#### Cohérence macroéconomique et poids
La plupart des économistes évaluent positivement le plan de relance. Le président de l'Observatoire français des conjonctures économiques, Mathieu Plane, porte un jugement positif sur le plan de relance. Il est deux fois supérieur à celui proposé par l'OFCE quelques semaines plus tôt, et « ne contient pas d'erreur macroéconomique majeure ».
L'économiste Nicolas Bouzou évalue positivement le plan, remarquant son caractère structurel et non seulement conjoncturel.
En janvier 2024, le comité d'évaluation  de France Relance pointe sur la base de trois ans de recul sur le soutien lors de la pandémie des effets d'aubaine et des "dispositifs par fois peu efficaces.

#### Souveraineté alimentaire
La FNSEA accueille positivement le plan, considérant satisfaisante l'aide de 1,2 milliard d'euros apportée à l'agriculture française, ainsi que la prise de conscience par le gouvernement de l'enjeu de la souveraineté alimentaire.
Les mesures du volet « Transition agricole, alimentation et forêt », pour un montant de 1,2 milliard d'euros, visent trois objectifs :
- renforcer la souveraineté alimentaire ;
- accélérer la transition agroécologique pour donner accès à tous les Français à une alimentation saine, durable et locale ;
- adapter l’agriculture et la forêt au changement climatique.

#### Aide aux transports

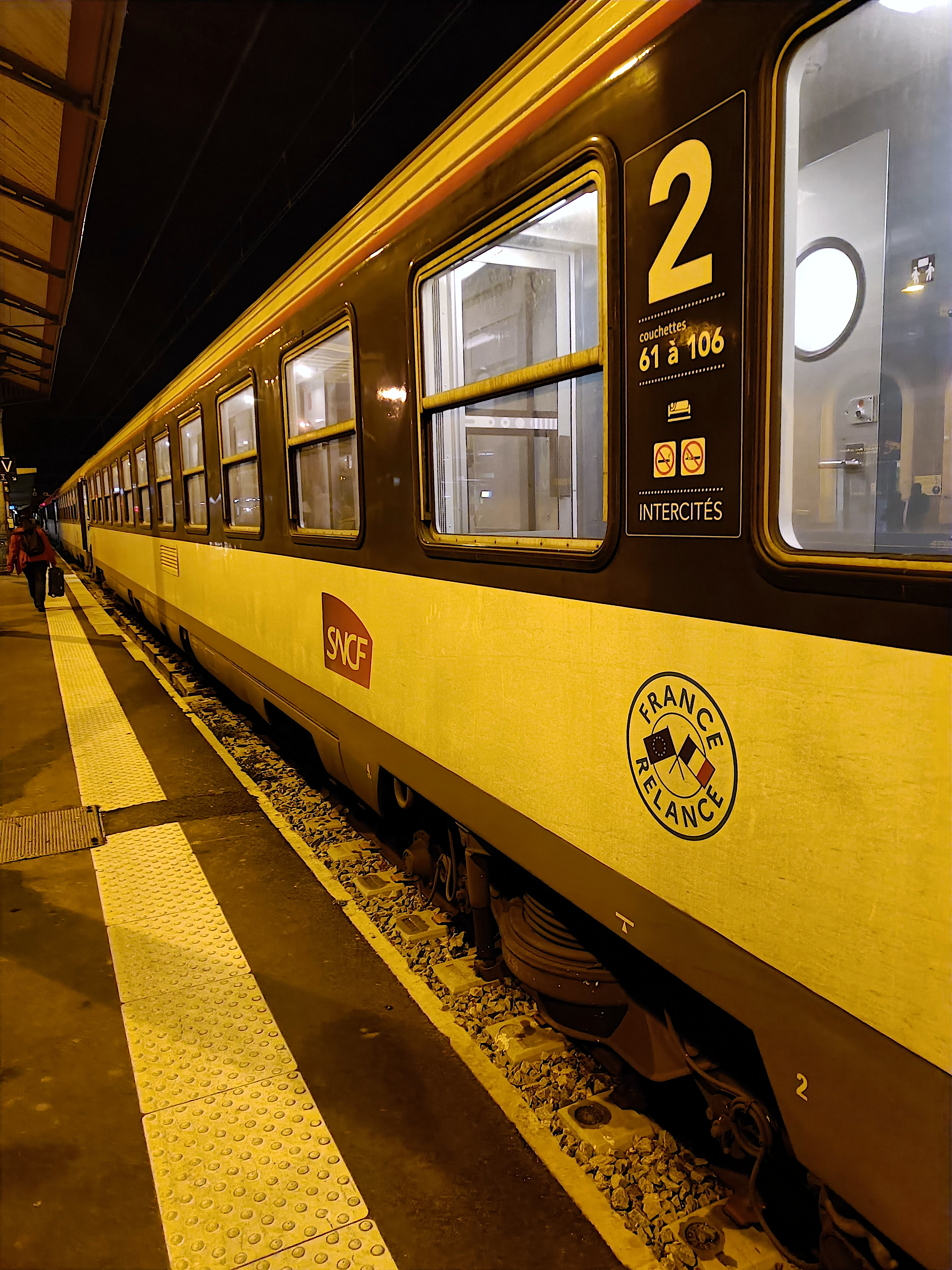
Un train Intercités de nuit arborant le logo France Relance en 2024.

La CFDT Cheminots annonce que les dépenses liées au retour des petites lignes et des trains de nuit répondent en partie aux attentes du secteur ferroviaire. Le secrétaire fédéral de SUD Rail considère que si le plan est positif à court terme en investissements et en ce qu'il témoigne une prise de conscience de l'« utilité du ferroviaire », le secteur ferroviaire nécessite un plan « sérieux, avec des moyens, sur le long terme ». L'UNSA Ferroviaire « se félicite » des investissements prévus par le plan pour le ferroviaire, mais considère que le plan « reste assez flou, assez imprécis » et qu'il manque de perspectives.

#### Aide aux PME et TPE
L'Union des entreprises de proximité se montre favorable au plan, remarquant que les PME et TPE « ne sont pas oubliées dans l'équilibre général de ce plan ». 

#### Plan écologique
Le directeur général de l’Institut du développement durable et des relations internationales (Iddri) remarque la proportion importante du budget de France Relance accordé à l'écologie. Il soutient que cette importance accordée à l'écologie est en accord avec la plupart des autres plans européens, dont celui de l'Allemagne et de la Commission européenne.

### Critiques négatives

#### Décalage temporel
Mathieu Plane critique le fait que le budget du plan ne soit débloqué que trop tard, à partir de 2021 et non dès 2020.
L'économiste Pascal de Lima remarque que ce plan, long-termiste, est en décalage avec l'« urgence sanitaire et économique ». Les politiques de renforcement des entreprises et de relocalisation mettent en effet plus de temps à donner des fruits qu'une politique immédiate de la consommation. Le Figaro titre ainsi le jour de l'annonce du plan « Un plan d'investissement plus que de relance ».
Un rapport de l'Institut Montaigne de novembre 2020 indique que seuls 21 % environ de l'enveloppe allouée au plan sera dépensée à court terme. 25 milliards d'euros seront déboursés en 2021, et la somme la plus élevée, 52 milliards d'euros, en 2022.

#### Faiblesse du budget alloué à la relocalisation
La CGT critique le plan de relance en soulignant le faible budget accordé aux relocalisations (1 milliard d'euros) et aux services publics. Patrick Artus considère que les 10 milliards d'euros de baisses d'impôts, qui ont pour objectif de rendre la France plus attractive et ainsi relocaliser des entreprises à terme, n'est pas suffisant pour avoir cet effet.

#### Faiblesse de la politique de la demande
L'économiste François Geerolf se montre critique envers le plan, considérant qu'il relève d'une politique de l'offre et pas assez d'une politique de la demande. Il préconise un recentrage du plan sur le Made in France et la distribution de chèques verts.
La CFDT critique l'absence d'un « chèque relance » qu'elle avait appelé de ses vœux.  
Certains économistes craignent que l'absence de « coup de pouce » à l'égard des ménages ne favorise pas la dépense et incite à la sauvegarde de l'épargne de précaution. Celui-ci a été d'autant plus fort que les revenus disponibles moyens des Français ont baissé de 2,3 % entre mars et mai. 

#### Baisses d'impôts
La CGT se montre critique envers la baisse d'impôts en faveur des entreprises, qui ne présente aucune contrepartie. La CFDT abonde dans son sens et souligne l'absence d'objectifs de maintien de l'emploi.  
Le plan de relance ne supprime ni ne réduit la Contribution sociale de solidarité des sociétés, pourtant considérée comme la plus nocive des impôts en termes de compétitivité. Pour l'économiste de l'OFCE Xavier Timbeau, le plan aurait dû annuler les dettes des entreprises dues au Covid afin d'avoir un effet immédiat plus fort que la baisse d'impôts, qui ne sera ressentie qu'un an après le plan.   

### Autre
Mathieu Plane remarque que l'effet multiplicateur du plan sera réduit de 30 % du fait des importations qui seront réalisées grâce à cet argent public, bénéficiant donc à 70 % à la France.   

## Analyses économiques

### Stimulation de la croissance
Les estimations macroéconomiques sur la stimulation de la croissance due au plan de relance divergent. L'ambition affichée par le gouvernement français est de retrouver le niveau d'activité économique français pré-crise dès 2022.
|                                                                    | 2020  | 2021  | 2022  | 2023  | 2023  | 2025  | 2026  |
| ------------------------------------------------------------------ | ----- | ----- | ----- | ----- | ----- | ----- | ----- |
| Ministère de l'Économie et des Finances (France)(août 2020)        |       | 4 %   | 4 %   |       |       |       |       |
| Euler Hermes(septembre 2020)                                       |       | 2,4 % | 2,4 % |       |       |       |       |
| Institut Montaigne(novembre 2020)                                  | 0,1 % | 1,1 % | 0,5 % | 0,9 % |       |       |       |
| Direction générale du Trésor(novembre 2020)                        | 0,1 % | 1,1 % | 1,0 % | 0,6 % | 0,6 % | 0,5 % | 0,8 % |
| Observatoire français des conjonctures économiques (novembre 2020) | 3,4 % | 1,1 % | 0,9 % |       |       |       |       |

L'analyse d'Euler Hermes compare la stimulation de la croissance avec les principaux pays européens. Elle estime une stimulation de la croissance à hauteur de 2,4 % sur la période 2021 - 2022, contre 2 % pour l'Allemagne et 0,7 % pour l'Italie. Cette stimulation supérieure sera notamment due à un multiplicateur keynésien plus élevé en France (0,55 contre 0,50 pour l'Allemagne et 0,48 pour l'Italie).

### Création d'emplois
L'estimation du gouvernement est une création de 200 000 emplois en 2021. 

### Impact sur la balance commerciale
L'analyse d'Euler Hermes estime que le plan augmentera les exportations françaises d'1,3 %. Elle remarque cependant que les importations augmenteront d'1,8 %, soit plus vite que les exportations, creusant ainsi le déficit commercial de la France à hauteur de 12 milliards d'euros sur la période. Elle estime que l'Allemagne verra comparativement un creusement de 3 milliards de sa balance commerciale, et l'Italie, une réduction de son déficit commercial d'un milliard.

### Impact écologique
Une étude menée par la Direction du Budget en 2021 applique au plan de relance la méthodologie du green budgeting. Elle estime que 27 % des dépenses auront un impact positif, 5 % sont mixtes, et 68 % sont sans impact écologique.